# پوزه‌بیدنمایان
پوزه‌بیدنمایان (نام علمی: Simaethistoidea) نام یک بالاخانواده از راسته پروانه‌سانان است.